# Huawei Mate 10
Huawei Mate 10 — флагман компанії Huawei, який був представлений 16 жовтня 2017 року в Мюнхені.
Смартфон отримав майже безрамочний екран, подвійну камеру та об'єктив Leica. Корпус захищений за стандартом IP53, виготовлений з металу та скла.
Заряджається телефон через інтерфейс USB Type-C. Випускається у 3 кольорах: золотий, рожевий, чорний з коричневим відтінком.

## Апаратне забезпечення
Смартфон побудований на базі HiSilicon Kirin 970. Це 64-розрядна SoC (System-on-a-Chip) на 10 нм технічному процесі. Включає чотири ядра Cortex-A73 по 2,4 ГГц і чотири ядра Cortex-A53 по 1,8 ГГц. Об'єм внутрішньої пам'яті склав 64 Гб, оперативної — 4 ГБ.
Huawei Mate 10 отримав IPS-екран діагоналлю 5,9 дюймів з роздільною здатністю 1440 x 2560 пікселів. Співвідношення сторін: 16:9. Щільність пікселів — 499 ppi. 16 мільйонів кольорів. Захист: Corning Gorilla Glass.
Два модуля основної камери — 12 і 20 мп з апертурою f/1.6. Зйомка відео на 30 к/с з роздільною здатністю 2160p та на 60 к/с в 1080p. Фронтальна камера — 8 мп і зйомка відео 1080p в 30 к/с.
Незнімний акумулятор ємністю 4000 мАг. Підтримується фірмова швидка зарядка Huawei SuperCharge. Сканер відбитків пальців винесений на передню панель.

## Програмне забезпечення
Huawei Mate 10 працює на базі операційної системи Android 8.0 (Oreo) і графічної системи EMUI 8.0.
Інтерфейси: Wi-Fi 802.11 a/b/g/n/ac, dual-band, DLNA, WiFi Direct, точка доступу; Bluetooth 4.2, A2DP, aptX HD, LE.
Смартфон отримав такі сенсори:
- датчик наближення;
- дактилоскопічний датчик;
- акселерометр;
- компас;
- гіроскоп;
- барометр.

## Синтетичні тести
|           | Nokia 7 Plus | Huawei Mate 10 | SAMSUNG S8 | Asus ZenFone 5Z | Google Pixel 2 | Xiaomi Mi 8 |
| --------- | ------------ | -------------- | ---------- | --------------- | -------------- | ----------- |
| Результат | 140299       | 206759         | 190568     | 269263          | 206532         | 272622      |

|             | Nokia 7 Plus | Huawei Mate 10 | SAMSUNG S8 | Asus ZenFone 5Z | Google Pixel 2 | Xiaomi Mi 8 |
| ----------- | ------------ | -------------- | ---------- | --------------- | -------------- | ----------- |
| Multi-core  | 5816         | 6678           | 6239       | 9067            | 6220           | 8077        |
| Single-core | 1639         | 1898           | 1799       | 2384            | 1826           | 2329        |